# Turpinia montana
Turpinia montana är en pimpernötsväxtart som först beskrevs av Bi., och fick sitt nu gällande namn av Wilhelm Sulpiz Kurz. Turpinia montana ingår i släktet Turpinia och familjen pimpernötsväxter. Inga underarter finns listade i Catalogue of Life.